# Verband Deutscher Maschinen- und Anlagenbau

Das Logo des VDMA

Der VDMA e. V. ist ein 1892 als Verein Deutscher Maschinenbau-Anstalten gegründeter Branchenverband der deutschen und europäischen Maschinen- und Anlagenbauer. Der VDMA ist Interessenvertreter und Stimme der Maschinenbau-Industrie mit mehr als 3600 Mitgliedsunternehmen.

## Industrie-Porträt und Verbandsarbeit
Der Maschinen- und Anlagenbau steht für ein europäisches Umsatzvolumen von geschätzt 908 Milliarden Euro (2023). Die Bruttowertschöpfung im Maschinenbau in der EU liegt bei rund 280 Milliarden Euro (2022). In Deutschland beträgt der Umsatz im Maschinen- und Anlagenbau 262,9 Milliarden Euro (2023). Der Wert der Maschinenproduktion in Deutschland beträgt etwa 254,8 Milliarden Euro (2023); dabei ist der Maschinen- und Anlagenbau in Deutschland stark exportorientiert (Exportquote 81,7 Prozent; 2023).
Der VDMA ist ein eingetragener Verein mit Sitz in Frankfurt am Main, unter dessen Dach sechs Landesverbände, mehrere Auslandsrepräsentanzen sowie 36 Fachverbände organisiert sind.
An der Spitze des Verbands steht ein aus drei gewählten Unternehmensvertretern bestehendes Präsidium. Der Präsident wird einmalig für vier Jahre gewählt.
VDMA-Präsidium (2024–2028)
Bertram Kawlath, VDMA-Präsident, Schubert & Salzer Firmengruppe, Ingolstadt
Alexander Jakschik, VDMA-Vizepräsident, ULT AG, Löbau
Verena Thies, VDMA-Vizepräsidentin, Thies GmbH & Co. KG, Coesfeld
VDMA-Hauptgeschäftsführung
Thilo Brodtmann, VDMA-Hauptgeschäftsführer
Hartmut Rauen, Stv. VDMA-Hauptgeschäftsführer
Ralph Wiechers, Mitglied der VDMA-Hauptgeschäftsführung

## Themen
Der VDMA bearbeitet elf Themenfelder, acht davon sind als zentrale Themenfelder zu betrachten: Märkte und Konjunktur, Forschung und Produktion – dabei u. a. die Organisation von Projekten im Rahmen der Industriellen Gemeinschaftsforschung (IGF), Energie und Umwelt, Gesellschafts- und Wirtschaftspolitik, Beruf und Bildung – darunter die Erarbeitung von Positionen des Maschinen- und Anlagenbaus zur Bildungspolitik und zur Fachkräftesicherung, Unternehmen und Management z. B. durch Koordination des DIN-Normenausschusses Maschinenbau (NAM) zur Erstellung von Einheitsblättern zu Standardisierungsverfahren des Maschinenbaus.

## Geschichte
Der Verein deutscher Maschinenbau-Anstalten (VDMA) wurde 1892 in Köln mit dem Ziel gegründet, die wirtschaftlichen Interessen aller deutschen Maschinenbauer zu wahren. Er ging aus dem zwei Jahre zuvor gegründeten regionalen Verein Rheinisch-Westfälischer Maschinenbauanstalten hervor, der sich für bessere Liefer- und Preisbedingungen speziell der Bergwerks- und Hüttenmaschinen eingesetzt hatte. Der erste Geschäftssitz des Vereins war in Düsseldorf. In den Folgejahren traten dem VDMA zahlreiche industrielle Fachverbände bei, darunter 1916 auch der Verein Deutscher Werkzeugmaschinenfabriken (VDW). 1918 verlagerte der VDMA seinen Sitz von Düsseldorf nach Berlin.
Ein Jahr nach der Machtergreifung der Nationalsozialisten erließ das NS-Regime 1934 das „Gesetz zur Vorbereitung des organischen Aufbaus der deutschen Wirtschaft“ (Aufbaugesetz). Damit band sie alle Wirtschaftsverbände in ihr zentrales Lenkungssystem ein und unterstellte sie dem Reichswirtschaftsminister. Der VDMA ging in die neu gegründete „Wirtschaftsgruppe Maschinenbau“ ein, in der auch alle bislang nicht verbandsgebundenen Unternehmen Mitglied sein mussten. Geführt wurde diese Gruppe von Karl Lange, dem Geschäftsführer des VDMA.
Nach Kriegsende gründete sich 1945 zunächst die Wirtschaftsvereinigung Maschinenbau (WVMA). Im Jahr darauf wurden der Verein Bayerischer Maschinenbau-Anstalten (VBMA), die Wirtschaftsvereinigung der Maschinenbau-Anstalten in Groß-Hessen (WVMH) und der Wirtschaftsverband Maschinenbau in Berlin gegründet. Mit der Arbeitsgemeinschaft der Verbände der Deutschen Maschinenbau-Anstalten (AVDMA) wurde 1947 die erste überregionale Vereinigung ins Leben gerufen. 1949 fand dann die Wiedergründung des Vereins Deutscher Maschinenbau-Anstalten (VDMA) in Königstein im Taunus statt.
Schon kurz darauf eröffnete der VDMA 1950 ein Verbindungsbüro in der Bundeshauptstadt Bonn. Im Jahr darauf folgte die Gründung der Gesellschaft zur Förderung des Maschinen- und Anlagenbaus mbH (GzF) (heute VDMA Services GmbH) sowie des Maschinenbau-Verlags GmbH (später VDMA-Verlag). 1954 beteiligte sich der VDMA an der Gründung der Europe Liaison Group of the European Mechanical, Electrical, Electronic and Metalworking Industries (Orgalime) in Brüssel.
1966 zog die VDMA-Zentrale in den Frankfurter Stadtteil Niederrad. In den folgenden Jahren gründete der Verband eine Reihe von Unterorganisationen: 1968 das Forschungskuratorium Maschinenbau e. V. (FKM), 1972 der Dokumentation Maschinenbau e. V. (DOMA) und das Deutsche Maschinenbau-Institut (DMI) heute Maschinenbau-Institut GmbH (MBI), 1979 das Fachinformationszentrums Technik.
Seit 1969 ist der Verband fachlicher und ideeller Träger der Fachmesse bauma.
Dem erweiterten Spektrum der Mitgliedsunternehmen gemäß benannte sich der VDMA 1980 um: Aus dem Verein Deutscher Maschinenbau-Anstalten wurde der Verband Deutscher Maschinen- und Anlagenbau. Die Abkürzung VDMA blieb erhalten.
Um Kontakte zur Politik und zu Behörden zu pflegen, gründete der VDMA 1972 ein Verbindungsbüro in Brüssel, 1984 ein weiteres in Tokio. 1992 wurde die Impuls-Stiftung des VDMA gegründet, 1998 folgte die Gründung der VDMA Gesellschaft für Forschung und Innovation mbH (VFI). Ebenfalls 1998 wurde das neue VDMA-Hauptstadtbüro in Berlin eingeweiht. 2024 wurde der Verband per Beschluss der Mitgliederversammlung umbenannt in VDMA e. V.

## Präsidenten
Verein Deutscher Maschinenbau-Anstalten
- 1892–1893 Hugo Jacobi, Gutehoffnungshütte (GHH), Sterkrade
- 1893–1910 Heinrich Lueg, Haniel & Lueg, Düsseldorf
- 1910–1915 Ernst Klein, Maschinenbau AG, vorm. Gebr. Klein, Dahlbruch
- 1915–1920 Kurt Sorge, Krupp Gruson, Magdeburg
- 1920–1923 Ernst Borsig, A. Borsig, Berlin
- 1923–1934 Wolfgang Reuter, Demag, Duisburg

Wirtschaftsgruppe Maschinenbau
- 1934–1945 Otto Sack, Rud. Sack, Leipzig

Wirtschaftsverband Maschinenbau Düsseldorf
- 1946–1949 Gerhard Wolff, Alexanderwerk, Remscheid

Wirtschaftsvereinigung Maschinenbau in Hessen
- 1946–1949 Alfred Mößner, Diskus-Werke, Frankfurt am Main

Vereinigung der Maschinenbau-Anstalten von Württemberg-Baden
- 1946–1949 Emil Möhrlin, E. Möhrlin, Stuttgart

Verein Bayerischer Maschinenbau-Anstalten e. V.
- 1946–1949 Everhard Bungartz, Bungartz & Co., München

Verein Deutscher Maschinenbau-Anstalten e. V.
- 1949–1959 Gustav Möllenberg, Westfalia Dinnendahl Gröppel, Bochum
- 1959–1962 Max Knorr, Fortuna-Werke, Stuttgart
- 1962–1965 Bernhard Weiss, Siemag, Siegen
- 1965–1968 Walter Reiners, Schlafhorst, Mönchengladbach
- 1968–1971 Heinz zur Nieden, Ankerwerke, Bielefeld
- 1971–1974 Hugo Rupf, Voith, Heidenheim
- 1975–1977 Kurt Werner, Goebel, Darmstadt

Verband Deutscher Maschinen- und Anlagenbau e. V.
- 1978–1981 Bernhard Kapp, Kapp, Coburg
- 1981–1983 Tyll Necker, Hako, Bad Oldesloe
- 1984–1986 Otto H. Schiele, KSB, Frankenthal
- 1987–1989 Frank Paetzold, Schlafhorst, Mönchengladbach
- 1990–1992 Berthold Leibinger, Trumpf, Ditzingen
- 1993–1995 Jan Kleinewefers, Kleinewefers, Krefeld
- 1995–1998 Michael Rogowski, Voith, Heidenheim
- 1998–2001 Eberhard Reuther, Körber, Hamburg
- 2001–2004 Diether Klingelnberg, Klingelnberg, Hückeswagen
- 2004–2007 Dieter Brucklacher, Leitz, Oberkochen
- 2007–2010 Manfred Wittenstein, Wittenstein AG, Igersheim
- 2010–2013 Thomas Lindner, Groz-Beckert KG, Albstadt
- 2013–2016 Reinhold Festge, Haver & Boecker OHG, Oelde
- 2016–2020 Carl Martin Welcker, Alfred H. Schütte GmbH & Co. KG, Köln
- 2020–2024 Karl Haeusgen, HAWE Hydraulik, Aschheim/München
- seit 2024 Bertram Kawlath, Schubert & Salzner Firmengruppe, Ingolstadt